# هنداسة
الهنداسة هي وحدة قياس قديمة للأطوال كانت تستخدم في مصر وغيرها من البلدان العربية لقياس الأقمشة. قدّرها عبد الله باشا فكري بخمسة وستين سنتيمترًا، وقدّرها عبد الله فيلبي بثلاثة أرباع الياردة.